# علي مروي
علي مروي (14 أكتوبر 1969 -)، لاعب كرة قدم كويتي سابق، مهاجم نادي السالمية، ومنتخب الكويت.

## بداياته
كانت بدايته وهو في سن الرابعة عشر مع ناشئي نادي السالمية، وكانت أبرز طموحاته هي الوصول إلى منتخب الكويت لكرة القدم، وبالفعل تحقق حلمه، وانضم إلى المنتخب الكويتي في عام 1988 عند مشاركة المنتخب في بطولة كأس العرب ، و قد سجل هدف في نهائي كأس الأمير 1992/1993، وقد حصل على لقب هداف تلك البطولة برصيد 5 أهداف ، وقد كان هداف كأس الأمير 1996/1997 برصيد 5 أهداف ، وقد كان هداف كأس الأمير 1999/2000 برصيد 3 أهداف.

## مشواره مع المنتخب الوطني
تم اختياره لصفوف المنتخب في تصفيات كأس العالم 1990 في إيطاليا مع زملاءه في منتخب الشباب حمد الصالح وفهد السيد ووليد نصار، وقد لعب مروي في تلك الفترة مع عدد من النجوم مثل : محبوب جمعه وعادل عباس وحمود فليطح ونعيم سعد وصلاح الحساوي ، و لم يلعب علي مروي في كأس الخليج 1990 في الكويت، بسبب الإصابة، مما شكل ضربة إلى مخططات المدرب البرازيلي لويس فيليب سكولاري، ولكن هذه الضربة لم تمنعه من الفوز في تلك البطولة.
و قد وقع الاختيار على علي مروي في تصفيات أولمبياد 1992 في برشلونه، وقد كان أساسيا في خط الهجوم، وقد أقيمت التصفيات بنظام التجمع في مدينة حيدر أباد الهندية، وقد ضمت المجموعة كل من سوريا ولبنان وعمان والهند، وقد تصدر منتخب الكويت لكرة القدم المجموعة بعد فوزه بجميع المباريات، حيث فاز على لبنان 2-1 وقد سجل علي مروي هدف وأضاف فهد كميل الهدف الثاني ، وفاز على عمان بهدف مقابل لا شيء سجله فواز بخيت، وفاز على الهند 2-1 وسجل الأهداف فهد كميل وحسين الخضري، وتعادل مع سوريا 1-1 وسجل هدف الكويت عبد الله وبران.
و في التصفيات النهائية التي استضافتها عاصمة ماليزيا كوالالمبور، تأهل منتخب الكويت لكرة القدم إلى الأولمبياد للمرة الثانية في تاريخه، حيث فاز في المباراة الأولى على البحرين 3-0، وفاز في المباراة الثانية على قطر 3-0 وتعادل مع اليابان 1-1، وتعادل مع كوريا الجنوبية 1-1، وقد سجل علي مروي هدف التعادل في تلك المباراة، وفاز منتخب الكويت على الصين 1-0، وتأهل بدعها منتخب الكويت لكرة القدم إلى الأولمبياد ، و قد سجل هدف في نهائي كأس الأمير 1992/1993، وقد حصل على لقب هداف تلك البطولة برصيد 5 أهداف، وقد كان هداف كأس الأمير 1996/1997 برصيد 5 أهداف، وقد كان هداف كأس الأمير 1999/2000 برصيد 3 أهداف ، وفي 1999 سجل علي مروي هدف مع النادي العماني، ظفار ضد نادي النصر العماني بنهائي كأس السلطان قابوس.

## الحذاء الذهبي
حصل علي مروي على الحذاء الذهبي في عام 1999 ، وهي جائزة تقدمها مجلة الحدث اللبنانية لأفضل هداف في بطولات الدوري العربية.

## إعتزاله
إعتزل علي مروي في تاريخ 25 أكتوبر 2002 في مباراة جمعت بين منتخب نجوم الخليج والنادي الأهلي المصري ، و بعد اعتزاله تلقي علي مروي عرض شفهي من مدرب نادي القادسية الكويتي محمد إبراهيم للعب في صفوف نادي القادسية الكويتي.

## كأس الخليج

### كأس الخليج 1992
- سجل هدف في مرمى منتخب الإمارات لكرة القدم ، كما سجل هدف في مرمى منتخب السعودية لكرة القدم.

### كأس الخليج 1994
- سجل هدف في مرمى منتخب قطر لكرة القدم.

## روابط خارجية
- علي مروي على موقع كووورة
- علي مروي على موقع أوليمبيديا (الإنجليزية)